# Rägavere
Rägavere (en estonien : Rägavere vald) est une ancienne municipalité rurale d'Estonie située dans le Comté de Viru-Ouest, intégrée dans la commune de Vinni en 2017. Elle s'étendait sur 173,74 km2
et possédait 934 habitants(01.01.2012).

## Municipalité
La municipalité comprenait 14 villages:

### Villages
Aasuvälja, Kantküla, Kõrma, Lavi, Miila, Mõedaka, Männikvälja, Nurkse, Nõmmise, Põlula, Sae, Uljaste, Ulvi, Viru-Kabala.